# Pakkoruotsi

A kényszerű svéd nyelv eltörlését támogató szervezet logója Finnországban

A pakkoruotsi (finn „kényszer-svéd”) a svéd nyelv pejoratív elnevezése Finnországban. A svéd nyelv kötelezően tanulandó második nyelv a finn iskolások számára, általános iskolában a hetediktől a kilencedik osztályig, valamint azon túl a középiskolában is kötelező. Ugyanígy a finn is kötelező a finnországi svédek számára.
A finn alkotmány alapján mind a finn, mind a svéd hivatalos nemzeti nyelv Finnországban. A kormánynak, valamint a kétnyelvű önkormányzatoknak biztosítani kell az anyanyelvhasználathoz való jogot, legyen az finn vagy svéd. Mindkét nyelv hivatalos elnevezése második hazai nyelv. Ennek ellenére a svédre gyakran hivatkoznak a pakkoruotsi terminussal, és ennek mintájára svéd részről ritkábban lehet hallani a pakkosuomi kifejezést is.

A finn parlament 1968-ban fogadta el az oktatási törvényt, amely előírja, hogy az általános iskolában két idegen nyelvet kell tanulni, amelyek közül az egyiknek úgynevezett második hazai nyelvnek kell lennie. Később bevezették a kötelező svéd tanítást például a szakiskolákban és a rendőrakadémián. Finnországban mindig is kötelező volt a középiskolákban és az egyetemeken.[forrás?]

## Külső hivatkozások
- Finnország: a nyelvek csatája
- A Szabad Nyelvválasztás Társasága[halott link]